# Paolo Ciavarro
Paolo Ciavarro (Roma, 22 ottobre 1991) è un conduttore televisivo e personaggio televisivo italiano.

## Biografia
Figlio degli attori Massimo Ciavarro ed Eleonora Giorgi, inizia la sua carriera televisiva nel 2013 partecipando alla seconda edizione del reality show di Rai 2 Pechino Express insieme a suo padre, i due si classificano quinti. Dal 2016 è uno dei quattro giovani collaboratori che entrano a far parte del cast del programma TV di Canale 5 Forum e del suo spin-off pomeridiano su Rete 4 Lo sportello di Forum, entrambi condotti da Barbara Palombelli. Nel 2017 co-conduce, con Stefano De Martino e Marcello Sacchetta, il day-time di Amici su Real Time; a cui aggiunge anche una breve striscia quotidiana su Canale 5; esperienza ripetuta anche nel 2018, anno che però lo vede co-condurre la striscia quotidiana con Marcello Sacchetta e Lorella Boccia.
Nel 2020 ha partecipato alla quarta edizione del reality show Grande Fratello VIP, condotta da Alfonso Signorini. Si è classificato al secondo posto con il 44% dei voti contro Paola Di Benedetto, vincitrice dell'edizione. Proprio con quest'ultima e Giulia Salemi ha condotto il programma televisivo Disconnessi on the road, trasmesso il mercoledì in seconda serata su Italia 1. Dal 2 settembre 2020 è rientrato a far parte del cast di Forum e de Lo sportello di Forum.

## Vita privata
Paolo Ciavarro dal 2020 è legato sentimentalmente all'influencer Clizia Incorvaia, conosciuta durante la sua partecipazione alla quarta edizione del Grande Fratello VIP. La coppia ha un figlio. Si sono sposati a Forte dei Marmi il 12 luglio 2024.

## Programmi televisivi
- Pechino Express 2 - Obiettivo Bangkok (Rai 2, 2013) – concorrente
- Forum (Canale 5, 2016-2019, dal 2020) – collaboratore
- Lo sportello di Forum (Rete 4, 2016-2019, dal 2020) – collaboratore
- Amici di Maria De Filippi - Daytime (Real Time, Canale 5, 2017-2018) – co-conduttore
- Grande Fratello VIP 4 (Canale 5, 2020) – concorrente
- Disconessi on the Road (Italia 1, 2020) – conduttore
- Giù in 60 secondi - Adrenalina ad alta quota (Italia 1, 2020) – concorrente
- Alessandro Borghese - Celebrity Chef 1 (TV8, 2022) – concorrente
- Boomerissima (Rai 2, 2023) – concorrente
- Non sono una signora (Rai 2, 2023) – concorrente